# 국도 제21호선 (인도)

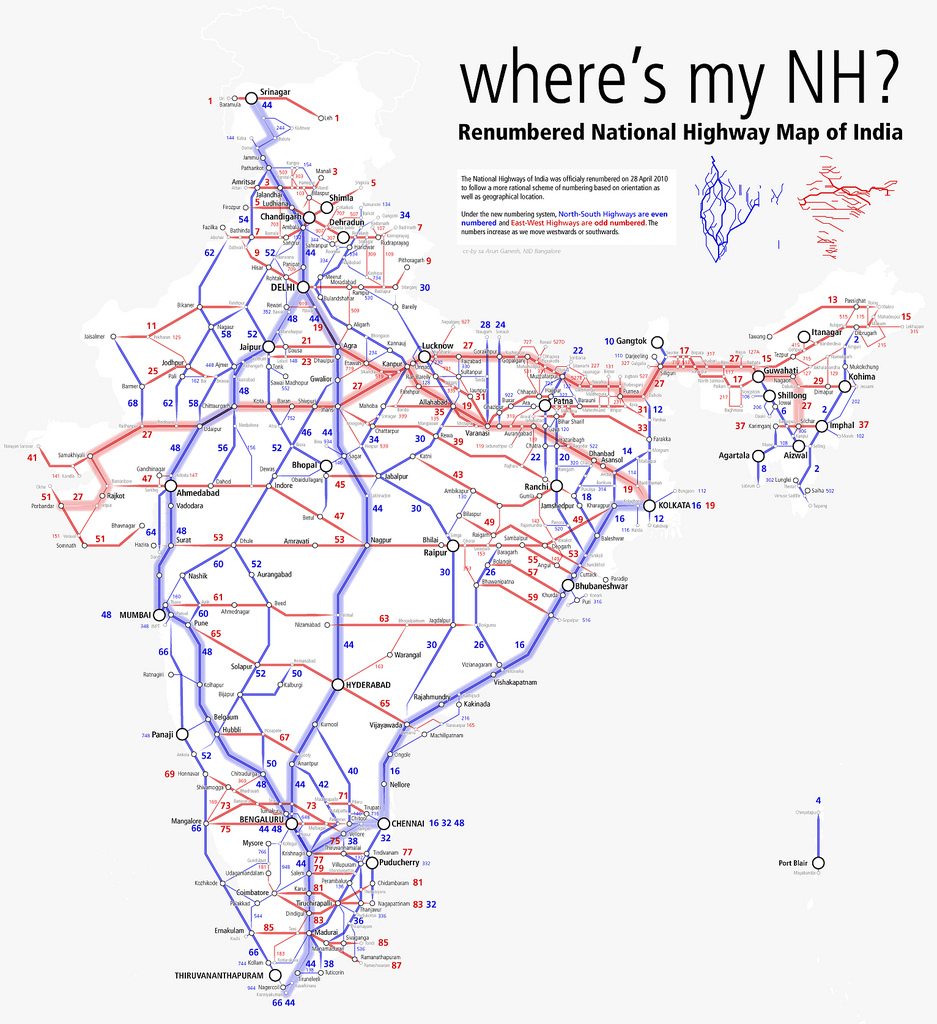
인도의 일반 국도 노선들이며, 기본 계획이 수립된 상태이다.

국도 제21호선(National Highway 21, NH21)은 인도의 일반 국도로, 자이푸르에서 출발하여 아그라와 부다운을 거쳐 바레일리까지 이어주는 총 연장 465 km의 거리로 이루고 있다. 그리고 경유하고 있는 주는 자이푸르주와 라자스탄주 등이 있고, 경유하고 있는 도시들은 자이푸르, 아그라, 부다운, 바레일리 등이 있다.

## 주요 경유지
- 자이푸르 - 다우사(영어판) - 바랏푸르(영어판) - 아그라 - 부다운(영어판) - 바레일리[2]

다만, 자이푸르에서 아그라까지 이어주고 있는 지금의 NH 21의 이전 번호명은 NH 11이다. 그래서 해당 도로망의 넘버링은 2010년에 개정된 상태이기도 하다.